# Путораки
Путора́ки (лат. Diplomesodon) — род млекопитающих семейства землеройковые отряда насекомоядные. В настоящее время представлен единственным видом пегий путорак (лат. Diplomesodon pulchellum), обитающим в прикаспийской части России, в Казахстане, Узбекистане и Туркменистане.
Характерной родовой особенностью путораков является то, что в верхней челюсти у них с каждой стороны только по 2 промежуточных зуба (лат. dentes intercalares), на что указывает латинское, придуманное Фёдором Брандтом название Diplomesodon, которое происходит от др.-греч. διπλόος — сдвоенный, μέσος — средний, и ὀδούς, род. п. ὀδόντος — зуб.

## Этимология и словоупотребление
Как утверждает А. А. Поздняков, слово «путорак» является производной исконно русской основы, обозначавшей землеройку (в свою очередь, та является книжным словом и впервые упоминается в «Словаре Академии Российской» в 1792 году). Исходным значением названия было «вонючий».

В научном языке это название в женском роде для обозначения водяной землеройки привёл П. С. Паллас (Pallas 1811: 130). Для обозначения всех землероек его использовал Г. И. Фишер (Fischer 1814: 150). Позже К. Ф. Кесслер (1850: 14) это слово привёл как одно из синонимичных названий куторы: бусторка, землеройка, путеройка (путорака). Для названия группы Soricina, причем во множественном числе: путораки, его использовал И. Ф. Брандт (1852: 294). Позже путорака употреблялось в значениях: '1) выхухоль, 2) Soricinae' (Даль 1882: 564). В современном значении (для обозначения представителей рода Diplomesodon) и написании (в мужском роде) это слово впервые привёл Н. Ф. Кащенко (1905: 101).
…

В научном языке впервые, видимо, зафиксировано в «Zoographia Rosso-Asiatica» (Pallas 1811: 130). Ранее название кутора использовалось для обозначения всех землероек, которых включали в один род Sorex (Fischer 1814: 150; Кесслер 1850: 14; Эверсман 1850: 83; Брандт 1852; Чернай 1853: 9; Маак 1859: 96). После выделения из него рода Neomys это название осталось за представителями последнего, а насекомоядные рода Sorex получили наименование землеройка (Богданов 1871: 161; Плеске 1887).
— 

## Вымершие виды
В 1965 году по ископаемым останкам в плейстоценовых образованиях в Южной Африке был описан вид Diplomesodon fossorius (Repenning)
В 2011 году Энтони Чик (англ. Anthony Cheke), изучив неопубликованную рукопись французского естествоиспытателя Пьера Соннера́ (фр. Pierre Sonnerat, ум. 1814) о его пребывании в Южной Индии (1786—1813), сделал вывод о существовании в то время еще одного, более крупного вида путорака, ныне вероятно вымершего, и дал ему название в честь этого учёного — Diplomesodon sonnerati.